# 男はつらいよ 寅次郎の縁談
『男はつらいよ 寅次郎の縁談』（おとこはつらいよ とらじろうのえんだん）は、1993年12月25日に公開された日本映画。男はつらいよシリーズの46作目。上映時間は104分。観客動員は216万2000人。配給収入は15億7000万円（15億2000万円とも）。同時上映は『釣りバカ日誌6』。

## あらすじ
冒頭では、寅が嫁入り行列に「おめでとうございます」と声を掛け、「門出に一言頂けませんでしょうか」と花嫁の父親に請われて、「ふたりをここまで育ててあげてくれた皆様に感謝するという気持ちを持って初めてふたりは幸せになれる」と語る。
柴又に帰った寅は、大学卒業を目前に控えながら、大手企業を中心に30社以上受けて就職先が決まらない満男が、博と喧嘩しヤケを起こして家を飛び出して、それから1週間以上が経過しているということを聞く。寅が帰宅した時に受け取った小包が実は満男からのもので、寅はそれを頼りに瀬戸内海の香川県・琴島まで満男を連れ戻しに行く。
満男は島の仕事を手伝い、看護婦の亜矢（城山美佳子）とも仲良くなっていた。狭い島ということで満男とあっさり出会えた寅は、東京へ帰るよう説得するが、島での生活に自らの存在価値を感じられるようになっていた満男は、寅の言葉に耳を貸さない。寅もこのまま手ぶらでは帰れないと、島に1泊滞在することにする。そして島の長い階段の途中で休憩しているところで、満男が下宿している家の葉子（松坂慶子）に出会い、その美しさに一目で恋に落ちてしまう。葉子は、今まで病気で療養する必要があったこともあって、神戸でやっている料理屋を休んで、父・善右衛門（島田正吾）と島で暮らしていた。外国航路の船長をやっていた善右衛門が婚外で産ませた子であるのだが、寅の言う「不幸せに育った人間は妙に情が深い」ことが原因なのか、他のどの子どもよりも老人に懐いていた。宴会になり、善右衛門と葉子はタンゴを踊る。寅は手拍子を打ち、宴会を盛り上げる。葉子はその最中、寅の肩にもたれかかり、早くも心を許している様子を見せる。
翌日、寅は島から帰ろうとするが、善右衛門や葉子に引き留められ、たまたま時化で連絡船が欠航したことを幸いとして、帰京を延期する。寅と葉子は船が再開するまでの数日ですっかり心を通じ合わせ、金毘羅参りに出かけた。葉子は、実は神戸の店は経営難で畳んでしまい、借金に追われて島に戻ってきて、もう死んでもいいと思ったこともあった。しかし、父のそばにいるうちに気持ちがだいぶ楽になってきたところに、さらに寅に会えたことで何でも話を聞いてもらえると思えた、もっと早く会いたかったと言う。葉子は感謝の気持ちで何か寅にプレゼントしたいと思うのだが、寅は受け入れない。思い切って温泉に誘ったが、寅は「俺、風呂へは入らない」と男女の関係になることを避けてしまう。一方、満男は亜矢に弁当を作ってもらい、景色のいい丘で一緒に食べる。満男が寅の歯がゆい恋愛について語ると、亜矢は「満男さんにも遺伝してるんやね」と悪戯っぽく笑い、満男に手編みのセーターをプレゼントする。さらにじゃれあううち、二人は抱擁し、キスをする。
金毘羅参りからの帰宅後、葉子は満男に寅が独身か尋ね、寅の魅力を「電気ストーブのような温かさじゃのうて、ほら、寒い冬の日、お母さんがかじかんだ手をじっと握ってくれたときのような、体のシンからあたたまるような温かさ」と評する。「じゃあ伯父さんと結婚してくれればいいじゃないですか」と満男が言うと、葉子は少し戸惑いながら「そういうことは本人の口から聞きたいの！」と怒ってしまう。満男がそのことを寅に話すと寅も気まずさから怒ってしまい、二人揃って島を離れることになる。
翌朝、琴島への連絡船から降りた亜矢は、満男の突然の帰京に怒りを露わにして泣くが、満男はそれを振り切って船に乗る。泣きながら手を振る亜矢と、やはり泣きながら応える満男。一方、葉子へは、満男から一筆、寅との連名で書き置きをしたためた。二人がいなくなって寂しくなった琴島だが、本当は行くあてのない神戸に戻ると言う葉子に、善右衛門が手元に残っている全財産を渡す。葉子の窮状を寅に伝えられた善右衛門が、葉子への気持ちを示したのだ。葉子は感激でむせび泣く。満男は、高松で寅と別れて柴又に戻り、就職活動を再開し、いろいろ考えるところがあって中小企業の面接を受けることにする。博もすっかり満男と和解し、ありのままの自分を見せればそれでいいと励ます。
年が明けて、葉子が突然くるまやに来て、「寅さんに会えるかもと思って来たんやけどね」と笑うが、その頃、寅は旅の空。小豆島での啖呵売中に、新しい恋人と初詣に来た亜矢と再会する。そして「満男、お前はまた振られたぞ。ザマあ見ろ」と叫ぶのであった。

## スタッフ
- 監督：山田洋次
- 脚本：山田洋次、朝間義隆
- プロデューサー：島津清、丸山富之
- 音楽：山本直純

## キャスト
- 車寅次郎：渥美清
- 諏訪さくら：倍賞千恵子
- 諏訪満男：吉岡秀隆
- 車竜造（おいちゃん）：下絛正巳
- 車つね（おばちゃん）：三崎千恵子
- 諏訪博：前田吟
- 社長（桂梅太郎）：太宰久雄
- 源公：佐藤蛾次郎
- ポンシュウ：関敬六
- 花嫁の父：すまけい
- 駐在：笹野高史 - 琴島の人。
- 和尚：桜井センリ - 琴島の人。
- 千代子：松金よね子 - 琴島の人。
- 連絡船係・誠：神戸浩 - 琴島の人。
- 医師：小形雄二 - 琴島診療所の先生。
- 車掌：関時男 - 寝台特急瀬戸号 高松行の車掌。
- 瀬戸号の客：人見明 - 寝台特急瀬戸号 高松行で満男に文句を言う客。
- 印刷工・中村：笠井一彦
- ゆかり：マキノ佐代子
- くるま屋の店員・三平：北山雅康
- 吉田：古本新之輔 - 満男の友人
- 田辺：白鳥勇人 - 満男の友人
- いとう可奈子
- 花嫁の母：川井みどり
- くるま屋の女子店員・木村佳代：鈴木美恵
- 上田亜矢[5]：城山美佳子 - 琴島診療所の看護婦。
- 坪内冬子：光本幸子 - 御前様の娘。久しぶりの里帰り。
- 田宮善右衛門：島田正吾 - 琴島に住む葉子の父。タンゴを好む。
- 坂出葉子：松坂慶子 - 元神戸の料亭の女将。父田宮善右衛門の住む琴島で療養中。
- 備後屋:露木幸次（ノンクレジット）
- 琴島のおばあちゃん：谷よしの（ノンクレジット）
- 釣り道具を持った男：西田敏行（友情出演）※詳細は#エピソードを参照。（ノンクレジット）

## エピソード
- 劇中、「釣りバカ日誌」の主人公・浜崎伝助と思しき釣り道具を持った男（演じているのはもちろん西田敏行）がくるまやの前の通りを横切り、すれ違いざまに店の面々と二言三言会話を交わして去っていくシーンがあり、おばちゃんとおいちゃんは雨の日にもかかわらず釣りをしている様子を見て呆れていた[注 5]。松竹制作の2大人気シリーズ間での「スターシステム」という発想を取り入れた珍しい演出である。
- 御前様役でレギュラー出演していた笠智衆は、前作公開直後に亡くなっているため、キャストロールからも名前が消え、当然出演もしていない。さくらが源公に「御前様元気?」「身延山へ行ってます」というシーンや御前様の娘・冬子役で「第1作」で出演していた光本幸子が第7作『奮闘編』以来久々に出演し、さくらが冬子に「御前様お元気？」と話すと「元気よ」と言う場面や、劇中最終盤に「御前様いかが?」「元気よ。今朝も寅ちゃんのお噂していたの。遊びにきてやってちょうだい」などと御前様は健在である設定になっている。
- 『寅次郎心の旅路』以来、寅次郎が久しぶりに恋愛で奮闘している。
- 劇中で寅次郎が坂を上るのを苦しそうにしているシーンがあるが、実際の渥美清もこの頃には病状がかなり悪化しており、坂を上るのがきつかったと言われている[6]。
- 終盤で映る満男の履歴書の生年月日の欄には「1970年10月10日」と書かれている。
- 『トットてれび』第6話「私の兄ちゃん・渥美清」では本作のポスターを再現したものが登場する。
- DVD収録の特典映像「予告編」には以下のような別シーンが収録されている[7]。
  - 漁船に乗っている満男の別バージョン
  - 窓際で葉子が父親(田宮)に昔話をする別バージョンと田宮のアップ(本編と予告編ではカップを持つ手やLPレコードジャケットの角度が違っている)。
  - 初めて葉子と寅が島ですれ違う時のセリフが予告編では「はい、どちらでしょうか」、本編では「さあ、どちらでしょうか」と異なっている。
  - 亜矢と満男が石垣の所で食事をしながら寅さんの過去の恋を話すシーン。本編では葉子がお茶を飲みながら話しているが、予告編ではカップを見せていない。
- 挿入曲
  - 宮城長持唄
    - はあー 今日は 日もよし 天気もよし／はあー 結び 合せて 縁となるがエー
    - はあー 蝶よ 花よと 育てた娘／はあー 今日は 晴れての はあー お嫁入りだヨー

  - テクラ・バダジェフスカ作曲：『乙女の祈り』オルゴール～くるまやに寅さんが現れる。柴又商店街から聞こえる。
  - セバスティアン・イラディエル作曲：『ラ・パロマ』
  - ラルフ・エルヴィン作曲：『奥様お手をどうぞ』(原曲は同名映画の主題歌）

## ロケ地
- 香川県仲多度郡琴平町(金毘羅宮)
- 香川県三豊郡詫間町（現三豊市）の志々島（塩飽諸島）(診療所、花畑、霊屋、港付近を歩くシーン等) - 琴島
- 香川県仲多度郡多度津町の高見島（塩飽諸島）(大聖寺、田宮善右衛門の家等)　- 琴島
  - ロケ地は志々島と高見島を合わせて「琴島」という設定になっている[8]。
- 香川県高松市栗林公園、中央通り、高松城天守閣(玉藻公園)、高松祭り
- 香川県小豆島土庄町(富岡八幡宮/啖呵売)
- 香川県牟礼町(八栗寺/寅さんがさくらへ電話)
- 栃木県那須郡烏山町（現那須烏山市）(花嫁行列、平群山、山あげ祭、タイトルバック)
- 東京都江戸川区小岩、千代田区(満男が就職面接を受ける会社、東京駅)、渋谷区道玄坂(満男とよっちんが会う)

出典

## 受賞歴
- 第17回日本アカデミー賞[10]
  - 最優秀監督賞 - 山田洋次
  - 最優秀脚本賞 - 山田洋次、朝間義隆
  - 最優秀録音賞 - 鈴木功、松本隆司
  - 優秀美術賞 - 出川三男、横山豊
  - 優秀編集賞 - 石井巌
  - 会長特別賞 - 笠智衆
- 第12回ゴールデングロス賞優秀銀賞[11]